# North St. Paul
North St. Paul ist eine Stadt (mit dem Status „City“) im Ramsey County im Osten des US-amerikanischen Bundesstaates Minnesota. Das U.S. Census Bureau hat bei der Volkszählung 2020 eine Einwohnerzahl von 12.364 ermittelt.
North St. Paul ist Bestandteil der Metropolregion Minneapolis–Saint Paul.

## Geografie
North St. Paul liegt im nördlichen Vorortbereich der Städte Minneapolis und Saint Paul auf 45°00′46″ nördlicher Breite und 92°59′54″ westlicher Länge. Die Stadt erstreckt sich über 7,80 km², der sich über 7,38 km² Land- und 0,42 km² Wasserfläche verteilen.
Benachbarte Orte von North St. Paul sind Gem Lake (10,7 km nordwestlich), Birchwood Village (8 km nordöstlich), Oakdale (9,3 km südöstlich), Maplewood (8,2 km südlich), Saint Paul (12,7 km südwestlich) und Little Canada (9,8 km westlich).
Das Stadtzentrum von Minneapolis liegt 23,8 km westlich; das Zentrum von Saint Paul, der Hauptstadt von Minnesota, befindet sich 23,8 km südwestlich.

## Verkehr
Die wichtigste Straße ist die vierspurig ausgebaute Minnesota State Route 36, die in west-östlicher Richtung durch North St. Paul verläuft. Die östliche Stadtgrenze wird durch die Minnesota State Route 120 gebildet. Bei allen weiteren Straßen handelt es sich um innerstädtische Verbindungsstraßen.
Der nächstgelegene Flughafen ist der Minneapolis-Saint Paul International Airport (28 km südwestlich).

## Demografische Daten
Nach der Volkszählung im Jahr 2010 lebten in North St. Paul 11.460 Menschen in 4615 Haushalten. Die Bevölkerungsdichte betrug 1552,8 Einwohner pro Quadratkilometer. In den 4615 Haushalten lebten statistisch je 2,47 Personen.
Ethnisch betrachtet setzte sich die Bevölkerung zusammen aus 81,2 Prozent Weißen, 7,0 Prozent Afroamerikanern, 0,6 Prozent amerikanischen Ureinwohnern, 6,6 Prozent Asiaten, 0,1 Prozent Polynesiern sowie 1,6 Prozent aus anderen ethnischen Gruppen; 2,9 Prozent stammten von zwei oder mehr Ethnien ab. Unabhängig von der ethnischen Zugehörigkeit waren 4,9 Prozent der Bevölkerung spanischer oder lateinamerikanischer Abstammung.
22,7 Prozent der Bevölkerung waren unter 18 Jahre alt, 64,2 Prozent waren zwischen 18 und 64 und 13,1 Prozent waren 65 Jahre oder älter. 50,9 Prozent der Bevölkerung war weiblich.
Das mittlere jährliche Einkommen eines Haushalts lag bei 52.876 USD. Das Pro-Kopf-Einkommen betrug 26.991 USD. 12,8 Prozent der Einwohner lebten unterhalb der Armutsgrenze.